# Hargreaves Peak
Der Hargreaves Peak ist ein 2083 m hoher Berg im ostantarktischen Viktorialand. Er ist die höchste Erhebung der Adare-Halbinsel und ragt westlich sowie oberhalb der Downshire-Kliffs und östlich des Nameless Glacier auf.
Das New Zealand Geographic Board benannte ihn 2008 nach Paul Hargreaves (1939–2014), der diesem Gremium von 2001 bis 2008 angehört und von 1956 bis 1957 als Kadett an Bord der HMNZS Hawea an der ersten wissenschaftlichen Expedition Neuseelands in die Antarktis teilgenommen hatte.